# Ithomia pseudo-agalla
Ithomia pseudo-agalla is een vlinder uit de familie Nymphalidae. De wetenschappelijke naam van de soort is voor het eerst geldig gepubliceerd in 1901 door Hans Rebel.